# Piotr II Bal
Piotr II Bal herbu Gozdawa – syn Matjasza III, szlachcic polski z Hoczwi, brat Jana, ożeniony z Jadwigą ze Szczekarzowic, podkomorzy sanocki 1598–1620, założyciel Baligrodu (1634), fundator kolegium jezuickiego w Krośnie.
Po ojcu odziedziczył wsie Stężnicę wraz zamkiem, Radziową, Łopiennik, Zayszkową wolę, Symkową, Górzankę, Huczwice i Rabe. W młodości odwiedził bawarski Ingolstadt. W mieście tym nawiązał kontakty z ówczesnymi teologami katolickimi o. Jerzym de Valentina i Jakubem Gretscherem, któremu dopomógł Andrzej Bobola (podkomorzy). Według relacji mieli oni przekonać Piotra "o słuszności wierzeń katolickich i spowodować u niego porzucenie kalwinizmu". Ta zmiana wiary i zapatrywań religijnych wpłynęła zapewne na zapis uczyniony w roku 1615 na rzecz zakonu jezuitów w Krośnie kwoty 10000 złp. na budowę kościoła i kolegium.
Piotr Bal został opisany m.in. w dziele Kaspra Cichockiego "Alloquiorum Osiecensium libri quinque" (1615). Według Cichockiego Piotr Bal miał również odbudować klasztor w Sanoku wraz z kościołem oraz wspierać tamtejsze kolegium jezuickie. Historyk Franciszek Siarczyński tak opisał działalność podkomorzego Piotra: "Mając swe włości w górach karpackich położone, wiele do oświecenia i uobyczajnienia góralów przyłożył się. On Beszkidy z opryszków oczyścił, on ku bezpieczeństwu mieszkańców od rozboju hultajów, miasto Baligród z zamkiem wystawił i tam żołnierzy utrzymywał, on po wsiach kościoły i szkółki pozakładał, kapłanów osadził".  
Potomstwo: synowie Adam i Stefan, córki Anna, Zofia i Agnieszka.      